# Crystal Palace (London)
Crystal Palace ist ein Wohnbezirk in Südlondon, England, der nach dem ehemaligen Wahrzeichen Crystal Palace benannt wurde, der von 1854 bis 1936 auf diesem Areal stand. Der Bezirk befindet sich zwölf Kilometer südöstlich vom Charing Cross und bietet eine eindrucksvolle Aussicht über die britische Hauptstadt. Ein Wahlbezirk und der Crystal Palace Park befinden sich vollständig im London Borough of Bromley. Der Wohnbezirk hat keine festen Grenzen und liegt auf dem Gebiet von fünf Londoner Boroughs und drei Postleitzahlbereichen.
In dem Bezirk liegt einer der höchsten Punkte Londons. Auf der 112 Meter hohen Erhebung befinden sich zwei Fernsehsendemasten, die diese Erhebung zu einer Landmarke machen, die von vielen Stellen Londons zu sehen ist.

## Geschichte

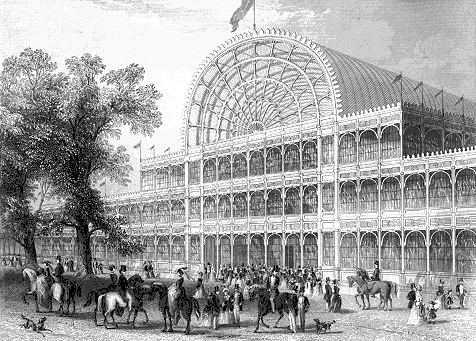
Die Fassade des ehemaligen Crystal Palace

Der Bergrücken und die historische Eiche The Vicars Oak (an der heutigen Kreuzung von Church Road und Westow Hill) dienten zur Markierung der Grenzen von Kirchenbezirken. Dies führte dazu, dass Crystal Palace die Grenzen von fünf London Boroughs überspannte namentlich: Bromley, Croydon, Lambeth, Southwark und Lewisham. Die ehemalige Grenze zwischen Surrey und Kent führte durch den Bezirk und von 1889 bis 1965 lag das Gebiet an der südöstlichen Grenze des County of London. Er umfasste Teile von Kent und Surrey bis 1889 und dann Teile von Kent, London und Surrey zwischen 1889 und 1965.
Über Jahrhunderte befand sich auf dem Gelände der Great North Wood, ein großer natürlicher Eichenwald, der eine natürliche Grenze zum südlichen Rand der ständig wachsenden Stadt London bildete. Eine lokale Legende besagt, dass die Golden Hinde, das Schiff von Sir Francis Drake, aus Holz von diesem Wald gebaut wurde. Bis ins 19. Jahrhundert war das Gebiet ein beliebtes Erholungsgebiet der Londoner Bevölkerung, dann wurde es überbaut. Es war auch ein Lieblingsplatz der Roma, viele örtliche Straßennamen und die Namen vieler Pubs weisen auf dies hin. Der Bezirk verfügt immer noch über Waldgebiete. Das dritte Quartal des 19. Jahrhunderts brachte den Crystal Palace und die Eisenbahn.

### Der Crystal Palace
Der Crystal Palace war ein Gebäude aus Gusseisen und Glas, das ursprünglich für die Great Exhibition von 1851 im Hyde Park errichtet wurde. Aufgrund des großen Erfolgs der Ausstellung wurde das Gebäude abgebaut und in modifizierter und vergrößerter Form auf dem Gelände der Penge Place Farm auf dem Sydenham Hill wieder aufgebaut. Der Crystal Palace zog die Besucher über 70 Jahre lang an.
Der Sydenham Hill ist mit 109 Metern einer der höchsten Punkte in London. Durch seine Größe und den erhöhten Standort war der Crystal Palace fast von ganz London aus zu sehen. Das führte dazu, dass das Wohngebiet um das Gebäude als Crystal Palace statt Sydenham Hill bekannt wurde. Der Crystal Palace wurde am 30. November 1936 durch ein Feuer zerstört. An seinem Standort befindet sich nun der Crystal Palace Park.

## Heutiger Zustand
In Crystal Palace gibt es noch viel viktorianische Architektur, obwohl die Baustile gemischt sind. Viele der viktorianischen Villen wurden zwischenzeitlich in kleinere Wohneinheiten umgewandelt.
Der Crystal Palace Triangle, gebildet von der Westow Street, dem Westow Hill und der Church Road, bietet eine große Zahl von Restaurants und ist außerdem ein lokales Einkaufszentrum mit einigen eigenständigen Geschäften.

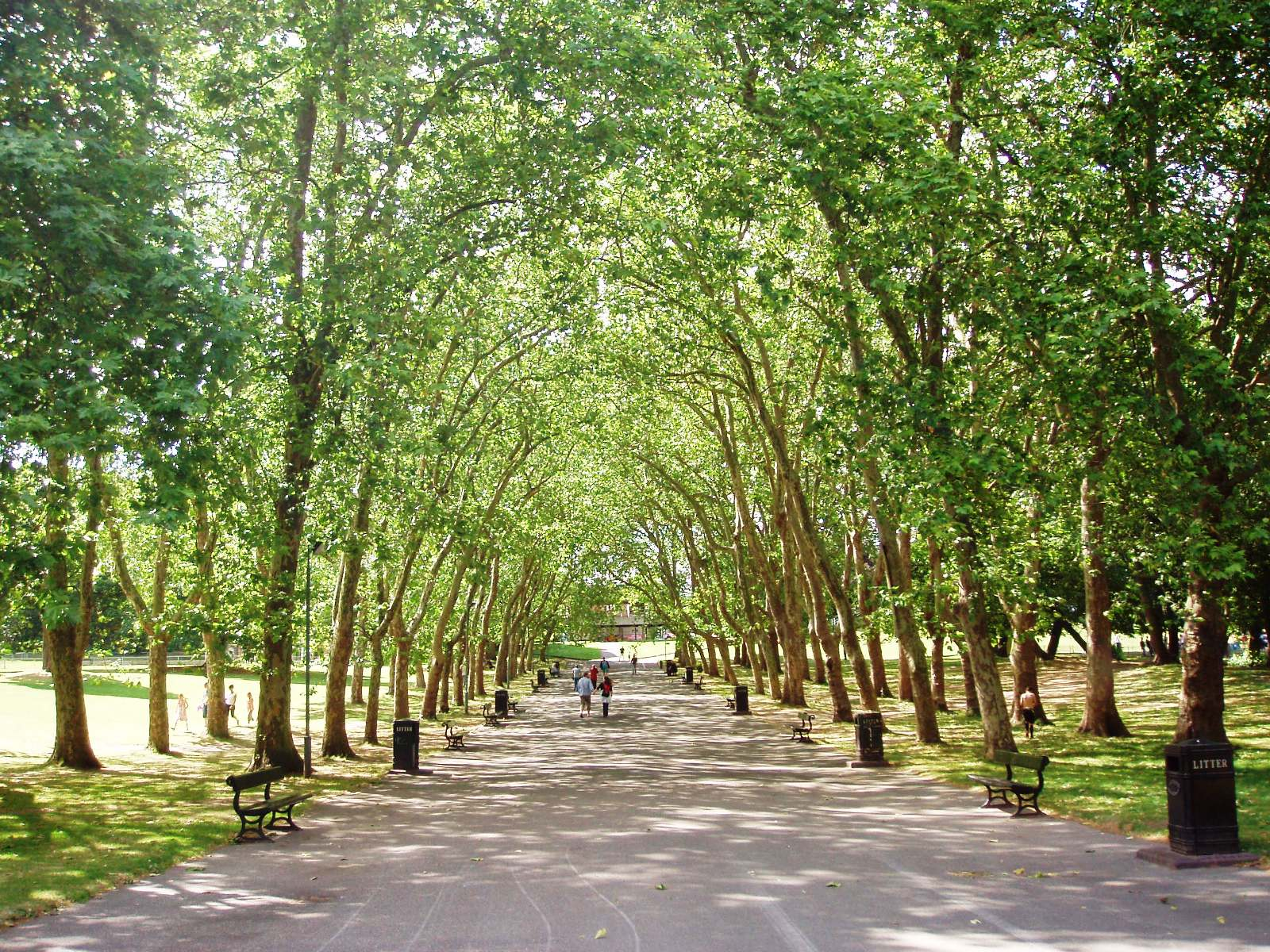
Crystal Palace Park

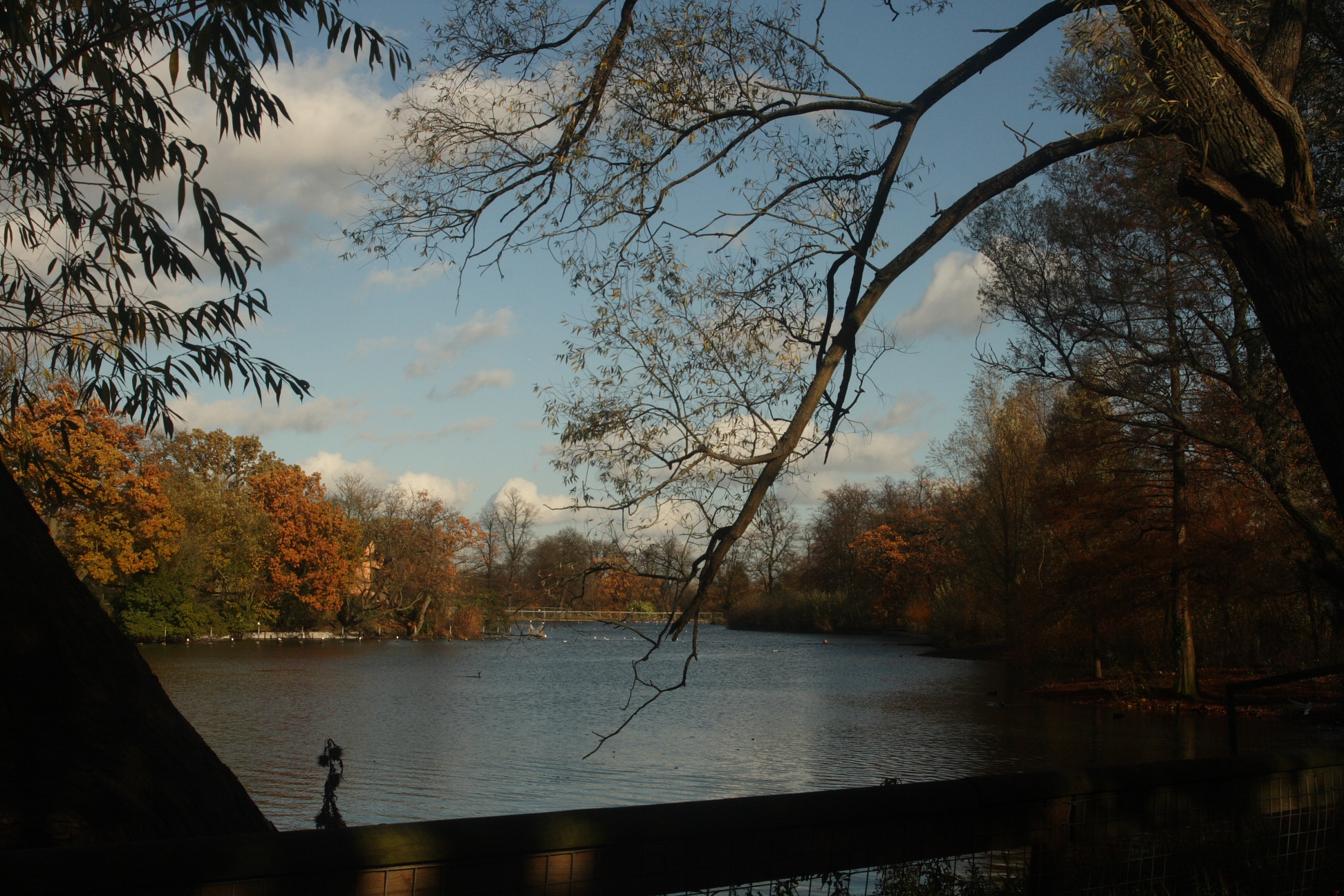
Der obere See im Park

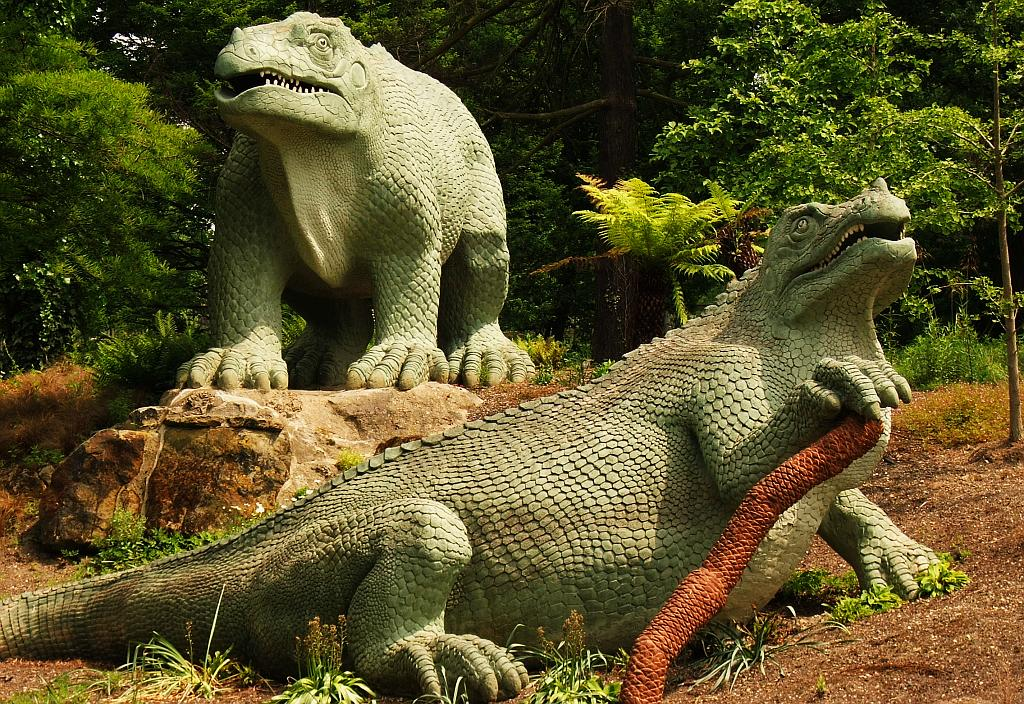
Benjamin Waterhouse Hawkins’ Iguanodon-Plastiken

## Crystal Palace Park
Der Crystal Palace Park ist ein viktorianischer Pleasureground, der für viele Veranstaltungen genutzt wird. Am südlichen Ende befindet sich der Dinosaur Court, für den der Bildhauer Benjamin Waterhouse Hawkins die ersten lebensgroßen Modelle ausgestorbener Tiere, darunter der (damals) neu entdeckten Dinosaurier, schuf. Auf dem Gelände befand sich ein Fußballstadion, in dem das FA Cup Finale von 1895 bis 1914 ebenso ausgetragen wurde wie die Spiele des London County Cricket Club bis zu seiner Auflösung. Hier befindet sich seit 1964 das National Sports Centre.
Auf dem weitläufigen Gelände befand sich auch der Crystal Palace Circuit, auf dem in der Vorkriegszeit Motorradrennen und nach den 1950er Jahren Autorennen stattfanden. Teile der Strecke wurden 2005 zu Zufahrtsstraßen, die Rennstrecke selbst verfiel nach 1972. Für das Computerspiel Grand Prix Legends wurde die Strecke digital nachgebaut.
Der Park ist weiterhin ein großer öffentlicher Park in London. Der Park wurde zuerst vom LCC und später von der GLC verwaltet, aber mit der Abschaffung der GLC wurde im Jahr 1986 die Kontrolle über den Park auf den London Borough of Bromley übertragen. Der Park liegt ganz im London Borough of Bromley, die Anwohner der umliegenden Gemeinden fühlten sich dadurch aber benachteiligt. Lange Zeit wurde darüber gestritten, ob das Gelände bebaut werden oder, wie bisher, als Park genutzt werden soll.
Im Rahmen der Bewerbung für die Olympischen Spiele 2012 übernahmen 2005 der Mayor of London und die London Development Agency (LDA) die Kontrolle über das Crystal Palace National Sports Centre. Das Center wird nun in ihrem Namen durch Greenwich Leisure verwaltet.
Der Park befindet sich im höchsten Abschnitt des Bergkammes London Clay, an dessen Ende der Sydenham Hill, der Beulah Hill und der Claygate Ridge liegen. Von diesem Bergkamm sieht man im Norden die Londoner Innenstadt, im Osten die Queen Elizabeth II Bridge und Greenwich und im Süden Croydon und die North Downs. Neuerdings leben viele Halsbandsittiche im Park, besonders in den Bäumen rund um das Café und den Spielplatz. Diese Vögel werden in Südlondon immer öfter gesehen, aber nirgendwo in so großer Anzahl wie im Crystal Palace Park. Der Park ist einer der Startpunkte des Green Chain Walk, der zu Plätzen wie Chislehurst, Erith, der Thames Barrier und Thamesmead führt.

## Medien

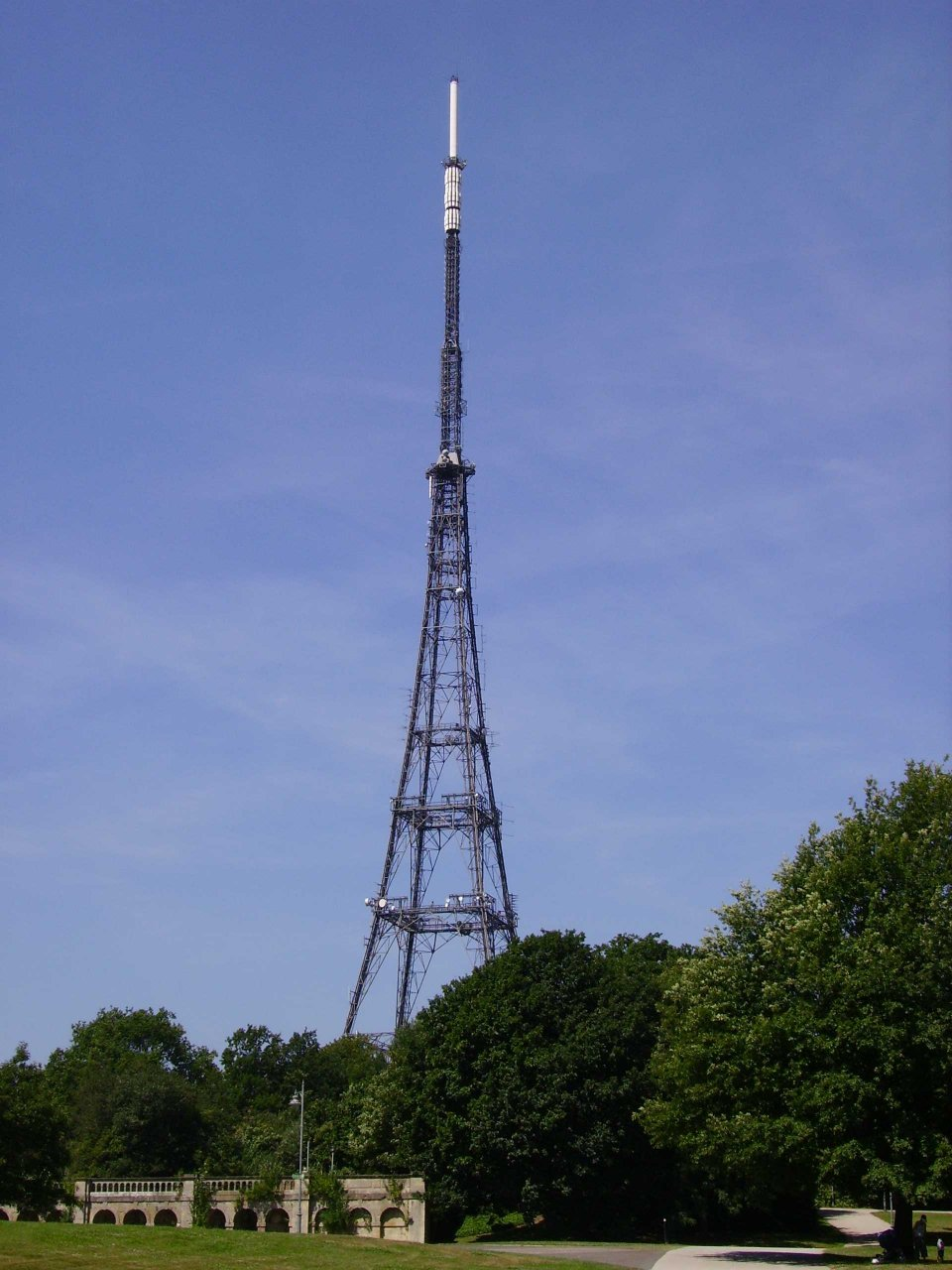
Der Sender Crystal Palace ist das fünfthöchste Bauwerk in London.

### Fernsehen
Die beiden Sendetürme Crystal Palace (222 m) und Croydon (152 m) stehen auf dem Berg in Upper Norwood. Die Türme erscheinen in der Höhe und Gestaltung ähnlich, der Crystal Palace Mast, gebaut 1956, steht jedoch auf einem etwas höheren Standort. Die heutige Croydon-Turm wurde 1962 erbaut.

### Filme
- Charlie staubt Millionen ab enthält eine Szene, die auf der Leichtathletikanlage gedreht wurde.
- The Pleasure Garden wurde 1953 rund um die Ruine des Crystal Palace gedreht.
- Time Without Pity (In letzter Stunde, 1957) enthält Testfahrten mit einem Mercedes 300SL auf der alten Rennstrecke.

### Musik
Im Park wurde ein Outdor-Rave für das Musikvideo des Nr.-1-Hits Setting Sun der The Chemical Brothers gedreht.
Im Frühling 2007 brachte die englisch-niederländische Band H.E.R.R. das Mini-Album Fire & Glass: A Norwood Tragedy heraus, das über die Geschichte des Crystal Palace handelt.

## Sportvereine
- Crystal Palace F.C. (Fußball)
- London Olympians (American football)

## Verkehr

### Straßen
Zufahrtsstraßen zu dem Gebiet sind die A212, A214, A234 und die A2199.

### Eisenbahn
Der Bahnhof Crystal Palace wird von den Southern-Zügen mit den Bahnhöfen Victoria und London Bridge verbunden. Er ist einer der wenigen Bahnhöfe, die sich in zwei London Transport Zones befinden: Zone 3 und 4.
Transport for London hat die südliche Erweiterung der ehemaligen East London Line zur London Overground East London Railway ab 2011 als Verbindung nach Shoreditch geschaffen. Dies geschah durch den Anschluss an die North London Line.
Außerdem besteht die Hoffnung, dass eine Straßenbahnverbindung nach Croydon finanziert werden kann, die in einigen Jahren den Betrieb aufnehmen könnte.

### Bus
Crystal Palace ist Endstation verschiedener Londoner Buslinien.

## Nahegelegene Orte
- Gipsy Hill
- Sydenham
- Penge
- Dulwich
- Anerley
- West Norwood
- Upper Norwood

### Bibliografie
- Alan R. Warwick: The Phoenix Suburb: A South London Social History; Crystal Palace Foundation, ISBN 0-904034-01-1